# Pradalunga
Pradalunga is een gemeente in de Italiaanse provincie Bergamo (regio Lombardije) en telt 4445 inwoners (31-12-2004). De oppervlakte bedraagt 8,4 km², de bevolkingsdichtheid is 516 inwoners per km².
De volgende frazioni maken deel uit van de gemeente: Cornale.

## Demografie
Pradalunga telt ongeveer 1734 huishoudens. Het aantal inwoners steeg in de periode 1991-2001 met 6,4% volgens cijfers uit de tienjaarlijkse volkstellingen van ISTAT.
| Jaar | Inwoneraantal |
| ---- | ------------- |
| 1991 | 3926          |
| 2001 | 4179          |

## Geografie
De gemeente ligt op ongeveer 327 m boven zeeniveau.
Pradalunga grenst aan de volgende gemeenten: Albino, Cenate Sopra, Nembro, Scanzorosciate.